# Boston Bolts
Boston Bolts, anteriormente conhecido como Football Club Boston (FC Boston), é um clube americano de futebol  com sede em Boston, Massachusetts . A equipe masculina do clube joga na USL League Two, usando o Alumni Field no Mount Ida College, com capacidade para 2.000, como seu campo de origem. O clube também inclui times masculinos e femininos, formando times que participam do programa US Soccer Development Academy, que é o primeiro escalão do futebol juvenil da Federação de Futebol dos Estados Unidos . Os times masculinos usam o nome FC Boston Bolts, e os times femininos usam o nome FC Boston Scorpions .

## História
Na temporada regular de 2016, o Bolts terminou em 4º lugar na divisão com um recorde de 6 vitórias, 6 derrotas e 2 empates. O craque Mohamed Kenaway liderou a equipe em gols e assistências naquele ano com 6 gols e 6 assistências. O ex-jogador do New England Revolution Andy Dorman tornou-se treinador da equipe em 2016.  Shalrie Joseph assinou contrato para jogar no Bolts em 2016 e ainda atuaou como técnico da equipe (ele foi contratado como técnico da seleção nacional de futebol de Granada em março de 2018).